# Perdita blanda
Perdita blanda är en biart som beskrevs av Timberlake 1958. Perdita blanda ingår i släktet Perdita och familjen grävbin. Inga underarter finns listade i Catalogue of Life.